# Cyrtodactylus laevigatus
Espèce
Cyrtodactylus laevigatus est une espèce de geckos de la famille des Gekkonidae.

## Répartition
Cette espèce est endémique des Petites îles de la Sonde en Indonésie.

## Liste des sous-espèces
Selon The Reptile Database (19 septembre 2012) :
- Cyrtodactylus laevigatus laevigatus Darevsky, 1964 de Komodo
- Cyrtodactylus laevigatus uniformis Auffenberg, 1980 de l'Ouest de Florès

## Publications originales
- Darevsky, 1964 : Two new species of gekkonid lizards from the Komodo island in Lesser Sundas Archipelago. Zoologische Anzeiger, vol. 173, p. 169-174.
- Auffenberg, 1980 : The herpetofauna of Komodo, with notes on adjacent areas. Bulletin of the Florida State Museum of Natural History, Biological Sciences, vol. 25, n. 2, p. 39-156 (texte intégral).